# Arte rupestre de Alta
Las rocas con arte rupestre de Alta son parte de un sitio arqueológico cerca de la ciudad noruega de Alta, en la provincia de Finnmark, en el norte de Noruega. Desde que las tallas, o más correctamente petroglifos, fueron descubiertos en 1972 más de 5000 conjuntos han sido descubiertos en diferentes lugares de la zona. El sitio principal es Jiepmaluokta, a unos cuatro kilómetros de Alta, conteniendo alrededor de 3000 representaciones que se han convertido en un museo al aire libre. El lugar fue incluido por la Unesco dentro de la lista del Patrimonio de la Humanidad el 3 de diciembre de 1985.
Las primeras tallas en la zona están datadas alrededor del 4200 a. C., las más recientes están, por lo general, fechadas alrededor del 500 a. C., aunque algunos investigadores creen que la talla continuó hasta alrededor del 500 A. D. La gran variedad de imágenes muestra una cultura de cazadores-recolectores que era capaz de controlar los rebaños de renos, fue experto en la construcción de barcos y la pesca y la práctica de rituales chamánicos. Aparte de la evidencia visual de las tallas poco se conoce de sus creadores.

## Cultura y antecedentes históricos
En el momento en el que los petrogliflos se crearon el norte de Noruega estaba habitado por una cultura de cazadores-recolectores que se consideran descendientes de la cultura Komsa, una cultura de la Edad de la Piedra que se expandió a lo largo de la costa noruega siguiendo el retroceso de la glaciación durante el final de la Edad del Hielo, en torno al 8000 a. C.. El período de casi 5000 años durante los cuales se crearon grabados en el lugar vio muchos cambios culturales, incluida la adopción de herramientas de metal y los avances en áreas como la construcción de barcos y técnicas de pesca, por lo tanto, las tallas muestran una amplia variedad de imágenes cotidianas y simbolismo religioso. Las tallas en la roca sobre todo desde el período más temprano muestran gran similitud con tallas del noroeste de Rusia, lo que indica el contacto entre zonas y, quizás, el desarrollo paralelo de las culturas en una amplia zona del extremo norte de Europa.
Conexiones entre la cultura de los talladores y la Komsa y Sami son algo conjetural; en el caso de la Komsa, es interesante observar que, de acuerdo con evidencias arqueológicas, la economía Komsa estaba casi exclusivamente basada en la caza de focas, mientras que no se han encontrado tallas de este animal en la zona de Alta.[cita requerida] Sin embargo, dado que ambas culturas coexistieron prácticamente en la misma zona geográfica durante casi dos mil años, algún tipo de contacto entre las culturas es altamente probable.[cita requerida] Las conexiones con la cultura Sami son más fáciles de establecer ya que en general se supone que la identidad cultural de los sami, o lapones, se desarrolló en la región Finnmark de época moderna en el marco temporal de los más recientes grabados de Alta y muchos elementos decorativos tradicionales en las herramientas de los sami y sus instrumentos musicales tienen una notable semejanza a algunas de las tallas de Alta. En ausencia de registros de ADN o evidencias lingüísticos, todas las conjeturas acerca de posibles relaciones entre las culturas debe seguir siendo meramente especulativas.
EL arte rupestre de Alta fue creado con cinceles de cuarcita que probablemente fueron golpeados con martillos hecho de otras rocas más duras; ejemplos probables de cinceles se han encontrado en toda la zona y se exhiben en el Museo de Alta. La técnica de utilizar cinceles de roca parece que se ha continuado incluso después de la llegada de las herramientas de metal en la zona.
Debido a los efectos del ajuste postglacial, el conjunto de Escandinavia comenzó a elevarse, en una tasa considerable, respecto de los océanos después del final de la última edad de hielo. Si bien este efecto es aún notable hoy en día (a una velocidad de aproximadamente 1 cm por año), se cree que fue mucho más rápido y, probablemente, incluso apreciable para un ser humano durante su vida en el tiempo en que los dibujos de Alta fueron creados. Se cree que la mayoría de las tallas estuvieron originalmente situadas en la costa y se levantaron poco a poco a sus actuales posiciones, varias decenas de metros tierra adentro.

## Descubrimiento y restauración
Las primeras pinturas fueron descubiertas en el otoño de 1972 en el ámbito de Jiepmaluokta (en idioma sami  "bahía de focas"), alrededor de 4 kilómetros del centro de la ciudad de Alta. Durante la década de 1970, fueron descubiertas muchas más pinturas alrededor de Alta, con una notablemente mayor densidad en torno a Jiepmaluokta (de las 5000 pinturas de la zona, más de 3000 se encuentran allí). Un sistema de pasarelas de madera sobre un total de 3 kilómetros se construyó en la zona Jiepmaluokta durante la segunda mitad de la década de 1980, y en 1991 se trasladó el museo del centro de la ciudad hasta la zona cercana a las rocas. Aunque varios sitios en el torno a Alta son conocidos y nuevas pinturas son constantemente descubiertas, Jiepmaluokta sigue siendo el único sitio de acceso público.

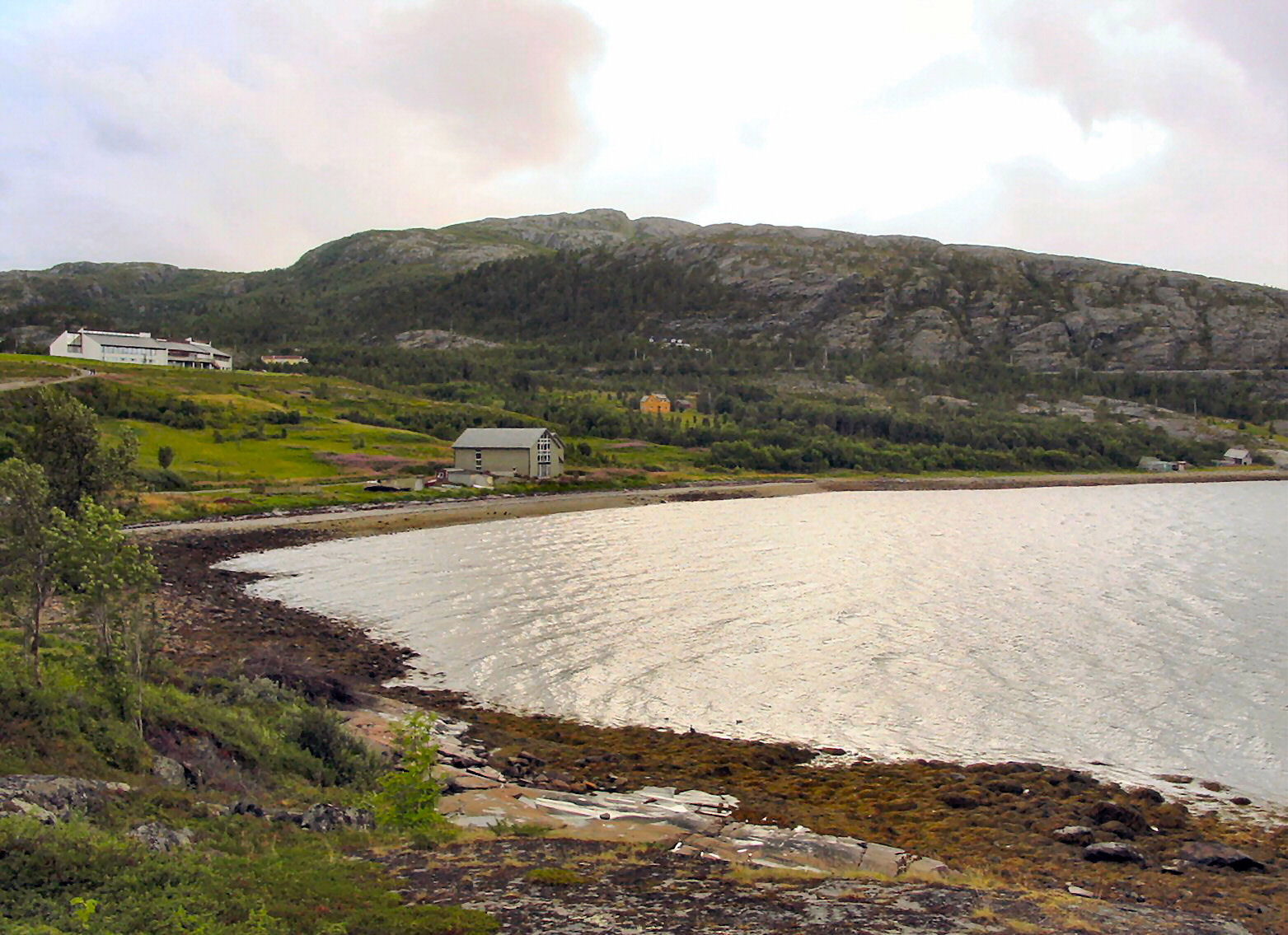
Museo de Alta.

La mayoría de las rocas alrededor de Alta están recubiertas con musgos y líquenes, una vez se descubre en una de ellas las pinturas las plantas son cuidadosamente removidas limpiándose las rocas para su exposición completa. Las pinturas son fotografiadas, documentadas y archivadas.

## Museo de Alta
El Museo de Alta ofrece una muestra de objetos que se encontraron en la zona que se cree que deben estar relacionados con la cultura que creó las pinturas, una documentación fotográfica de las pinturas, y varios elementos de la cultura sami, el fenómeno de la Aurora Boreal y la historia de la zona durante la Segunda Guerra Mundial. El museo recibió el premio del Museo Europeo del Año en 1993.

## Representaciones e interpretaciones

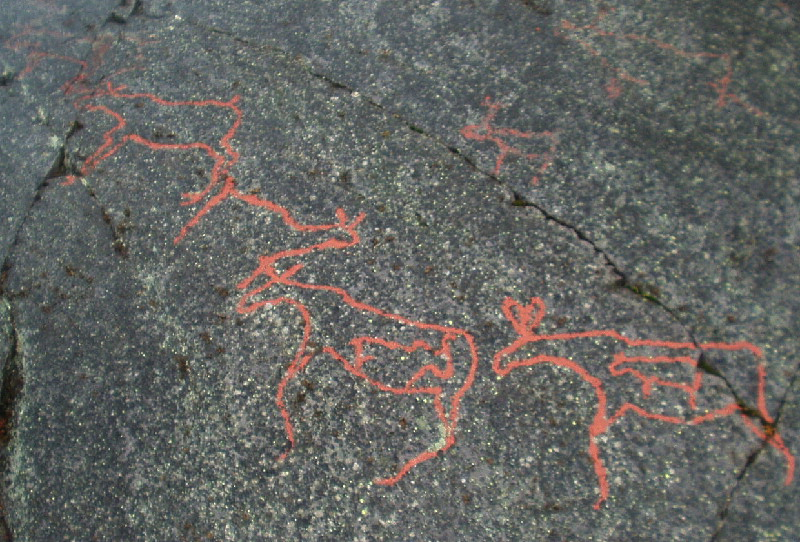
Una manada de alces, con dos hembras preñadas en primer plano.

Dado que no existen registros escritos de la época en que las pinturas fueron creadas, no hay manera de saber cuál era su finalidad y lo que impulsó su creación. Posibles explicaciones incluyen el uso de las mismas en rituales chamánicos, símbolos tribales que denotan la unidad de la tribu, la delimitación del territorio o una clase de representación de eventos históricos. Las pinturas muestran una amplia gama iconográfica que fue creada durante un largo período, parece plausible que las esculturas podrían haber servido para cualquiera de los fines enumerados más arriba. Algunas de las imágenes más comunes se enumeran a continuación:

### Animales
Una amplia gama de animales están representados en las escenas talladas, entre ellos, los renos son claramente predominantes y se observan a menudo en grandes manadas. Representaciones de renos detrás de las vallas e imágenes que podrían explicarse como una especie de caravana parecen indicar que un cierto control sobre estos animales existe desde una época muy temprana. Otros animales que aparecen con frecuencia son los alces, diversas especies de aves y diferentes tipos de peces. Se representan animales preñados, a menudo representados con el feto dentro de su madre de forma visible.
Parece curioso que, de acuerdo con evidencias arqueológicas, del 30 al 95% de los alimentos tallados procedían del mar, pero los peces y las escenas de pesca solo aparecen en aproximadamente el 1% de las tallas; las posibles explicaciones para este hecho es que la pesca en las aguas costeras era una empresa mucho menos difícil y peligrosa que la caza de grandes animales y por lo tanto los rituales para asegurar el éxito no se consideraban necesarios por parte de los pescadores, o que en la tierra los animales desempeñan un papel más importante para los cultos y, por tanto, se muestra con mayor frecuencia por su significado religioso (por supuesto, ambas explicaciones pueden estar interrelacionadas).

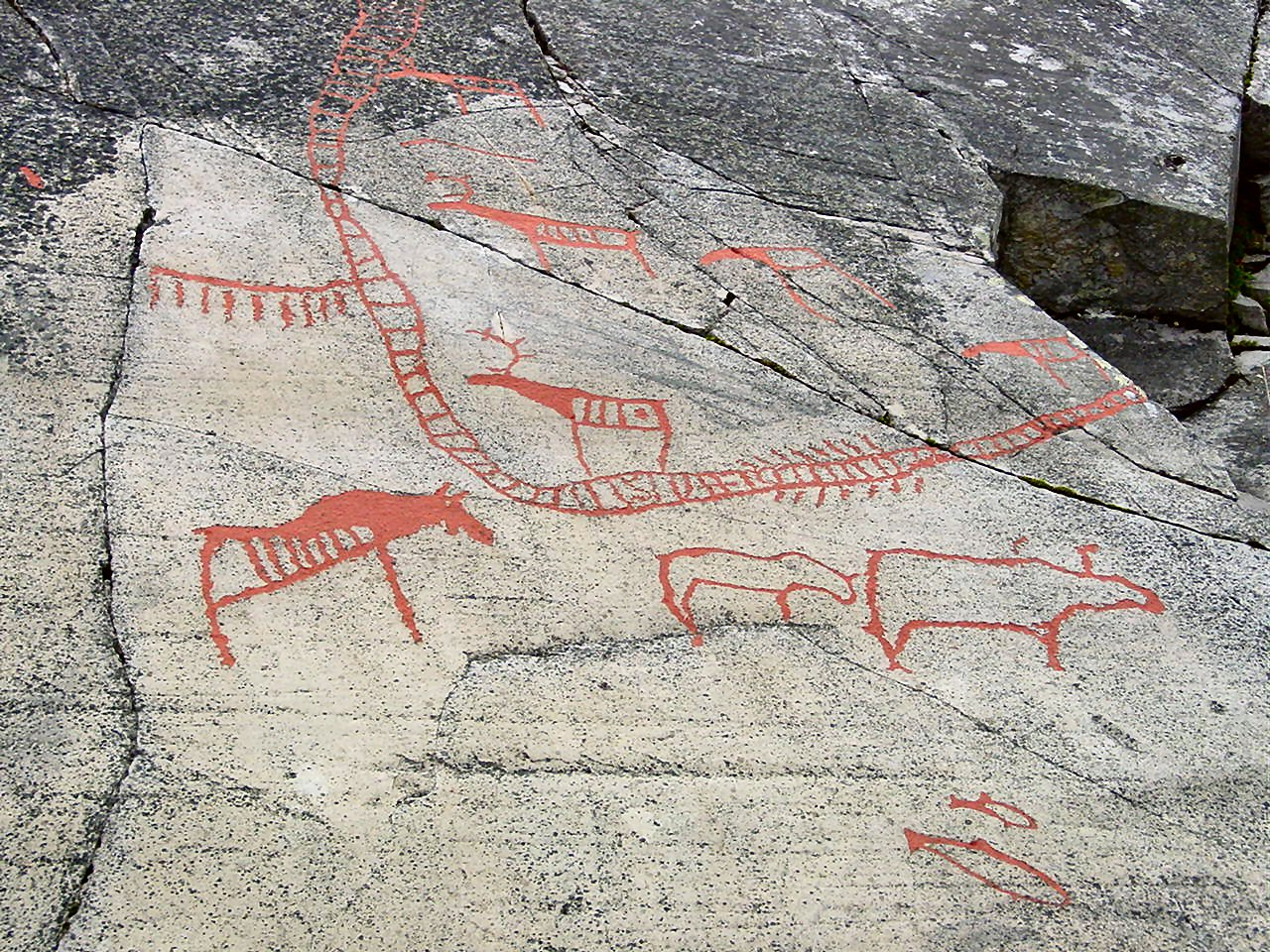
Una talla donde se muestran vallas, lo que demuestra que los animales domésticos no eran desconocidos en el Ártico escandinavo.

#### Osos
Los osos parecen haber desempeñado un papel especial en la cultura de los talladores, estos animales ocupan un lugar destacado en muchas representaciones y con frecuencia aparecen no solo como animales de caza, sino también a menudo representados en posturas que parecen indicar que a los osos se les veneró en alguna forma de culto (que parece muy plausible, ya que estos cultos son conocidos en muchas culturas antiguas del noroeste de Rusia, así como en la cultura sami). De especial interés son los rastros dejados por los osos: mientras todos los demás animales y los seres humanos son a menudo representados con trazos horizontales detrás de ellos (creando así una especie de plano o mundo en el que la acción tiene lugar), los osos parecen como los únicos animales que se representan a veces con trazos verticales cruzándose con los trazos horizontales de otros animales. Esto ha llevado a algunos investigadores a especular que los osos podrían haber estado relacionadas de alguna manera con un culto de la otra vida (o de muerte en general), las verticales parecen indicar una capacidad de los osos para pasar entre las diferentes capas del mundo. La representación de los osos parece que se han realizado alrededor de 1700 a. C., lo que podría indicar un cambio en las creencias religiosas en torno a ese momento.

### Escenas de caza y pesca

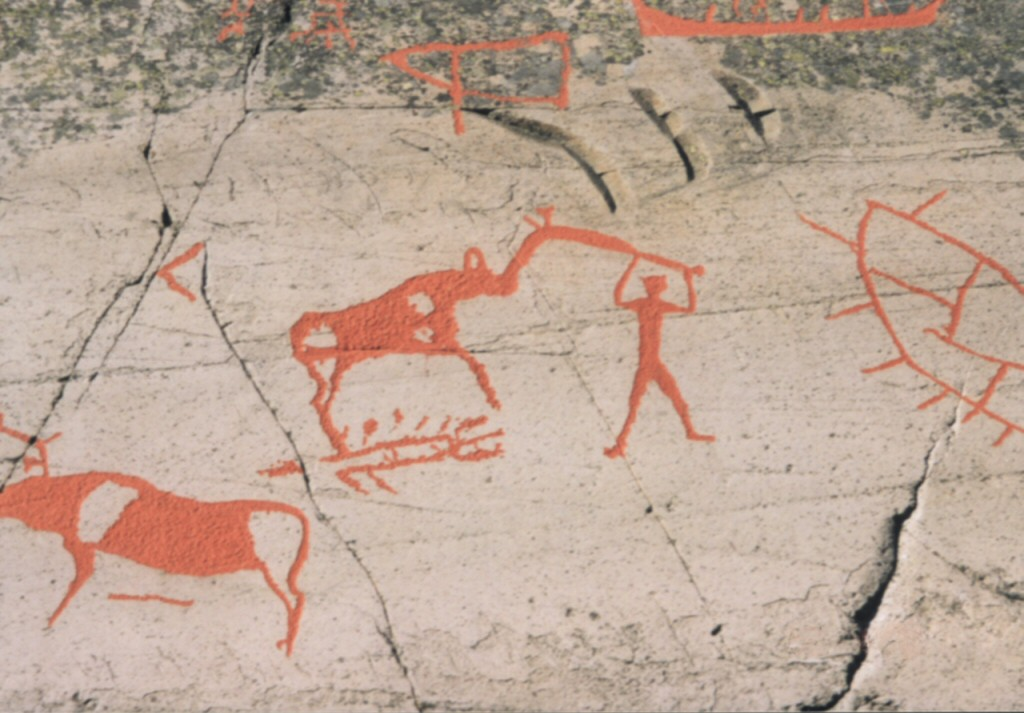
Un hombre usando algún tipo de herramienta en un alce. Esta escena alternativa ha sido interpretada como un cazador luchando con un alce o un chamán intentando comunicarse de alguna manera con el animal.

La mayoría de las escenas representan cazadores al acecho de sus presas, estas escenas han sido tradicionalmente explicadas como rituales de caza, aunque los investigadores se decantan por unas explicaciones más complicadas indicando que las diferentes representaciones de escenas de caza y pesca como símbolos para la tribu además de ser representaciones simbólicas de los deseos de relaciones tribales. El uso de arcos, lanzas y flechas es evidente desde las primeras representaciones. Esto nos indica el conocimiento de estas técnicas por los habitantes de la zona. Los pescadores se muestran usando redes de pesca lo que indica el conocimiento de la técnica de cebos y anzuelos por parte de los artistas.
De especial interés es la representación de los barcos: mientras que las pequeñas embarcaciones de pesca parecen desde los primeros dibujos, más adelante los dibujos muestran más y más grandes barcos, llevando algunos hasta 30 personas y está equipada con elaboradas decoraciones en forma animal tanto en proa como popa que a veces recuerdan a las que se encuentran en las embarcaciones vikingas. Esto, junto con el hecho de que las tallas similares de grandes embarcaciones se han encontrado en las regiones costeras en el sur de Noruega, parece indicar viajes de larga distancia a lo largo de la costa desde cualquier dirección.

### Escenas de la vida cotidiana y escenas de rituales
Es especialmente difícil juzgar el significado de las escenas que muestran las interacciones entre seres humanos; escenas que muestran al parecer un baile, preparación de alimentos o la interacción sexual también puede mostrar la celebración de los rituales. Además, incluso si estas tallas, de hecho, muestran episodios de la vida cotidiana, sigue siendo un misterio por qué estas escenas fueron talladas en la roca. Las representaciones de la sexualidad puede estar relacionadas con los rituales de fecundidad, escenas que muestran personas cocinando y preparando comida que podría haber sido destinada a garantizar una abundancia de alimentos. Algunas escenas muestran claramente diferentes clases sociales, en ellas se representan a los hombres de posición alta con sombreros y una situación preferente en las pinturas, se explican como sacerdotes o chamanes o como gobernantes de una tribu. Si la interpretación de destacadas personas como gobernantes es correcta, estas escenas también podrían mostrar los acontecimientos de importancia histórica, como la ascensión de un gobernante, los matrimonios reales o relaciones diplomáticas entre las diferentes tribus.

### Símbolos geométricos
Entre las pinturas más misteriosas se encuentra un conjunto de símbolos geométricos encontrados principalmente entre las pinturas más antiguas de la zona. Algunos de estos objetos son circulares, algunos de los cuales están rodeados de flecos, otros muestran intrincados patrones de líneas horizontales y verticales. Si bien algunos de estos objetos se han explicado como herramientas u objetos similares (retículas lineares que pueden representar redes de pesca) la mayoría de estos símbolos siguen siendo inexplicables.